# دولوميت (معدن)
الدولوميت (بالإنجليزية: Dolomite)‏ هو صخر رسوبي يتألف من كربونات الكالسيوم وكربونات المغنيسيوم وتركيبه الكيميائي CaMg(CO3)2. يتبلور المعدن في فصيلة الثلاثي، نظام معيني الأوجه. البلورات معينة الشكل. يوجد كذلك في هيئة كتل متماسكة حبيبية دقيقة أو خشنة. الصلادة -3.5-4. الوزن النوعي 2.85. الانفصام عيني الأوجه كامل. ذو بريق زجاجي أو لؤلؤي في بعض الانواع. اللون يميل ألي الاحمرار الخفيف وقد يكون شفافا أو رماديا أو نصف شفاف. و يستخرج منه الجير

## تاريخ المعدن
تم وصف المعدن لأول مرة بواسطة العالم كارل لينيوس في عام 1786. في عام،1791 تم وصف الدولميت كصخر بواسطة الجيولوجي (Déodat Gratet de Dolomieu), حيث وجد أولاً في مباني روما القديمة، وكما وجد الدولوميت في بعض في عينات جُمعت من جبال الألب في شمال إيطاليا. أُطلق الأسم «دولوميت» لأول مرة بواسطة في مارس 1792، حيث كان  يطلق عليه «دولوميو».

## التركيب الكيميائي
يتكون معدن الدولوميت من كربونات الكالسيوم والمغنسيوم، CaMg(CO3)2، نسبة كربونات الكالسيوم إلي كربونات المغنسيوم 1:1. قد يحتوي المعدن علي نسبة بسيطة من كربونات الحديدوز حالة محل كربونات المغنسيوم. أما إذا وجد الحديد بكمية كبيرة فيسمي المعدن باسم أنكيريت Ankerite، المعدن لا ينصهر. وإذا عولج الدولوميت بمحلول كرومات الفضة فإنه لا يصبغ بأي لون في حين يصبغ الكالسيت بلون المحلول.

## خصائص
معدن الدولوميت ذو تبلور بلوري سداسي. ويتكون المعدن من بلورات بيضاء، سمراء، رمادية، أو وردية. معدن الدولوميت عبارة عن مزيج من كربونات مزدوجة، لها هيكل متناوب من أيونات الكالسيوم والماغنسيوم. يذوب المعدن أو ينفجر بسرعة في حمض الهيدروكلوريك المخفف على البارد، إذا كان في صورة مسحوق ناعم، كما يحدث في الكالسيت. كما أن توأمة البلورة أمر شائع الحدوث.

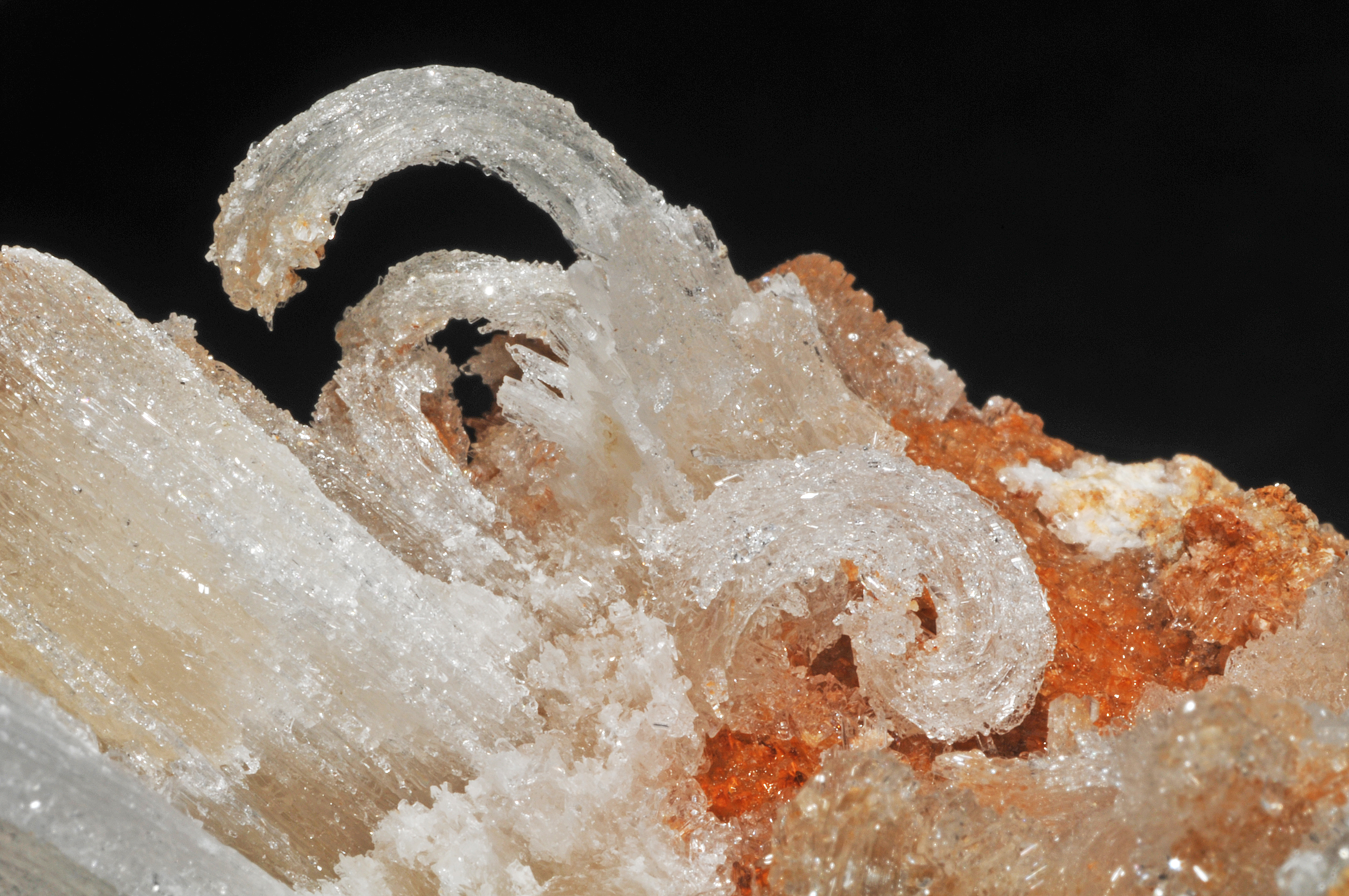
انكيريت وجبس

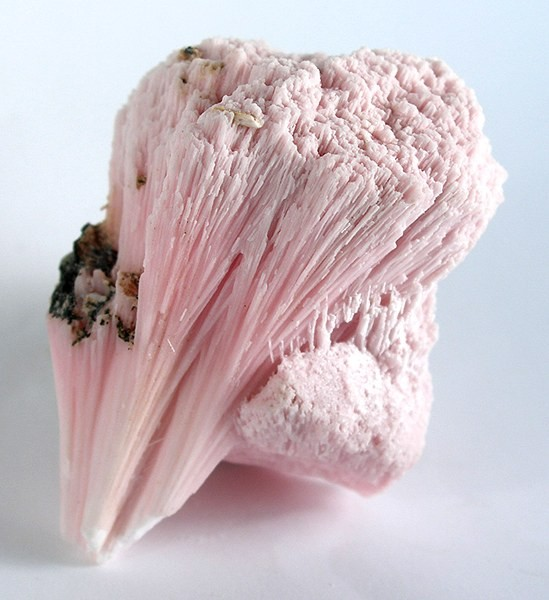
كوتنوهيريت

يتواجد محلول صلب داخل الدولوميت. إذا تواجد الحديد بكمية كبيرة فيسمي المعدن باسم أنكيريت (الإنجليزية: ankerite)، أما إذا تواجد الماغنسيوم بكميات أكبر فيسمي المعدن حينئذ باسم كوتنوهيريت (الإنجليزية:kutnohorite). تعطي كميات صغيرة من الحديد اللون الأصفر المائل إلى اللون البني، إذا تواجد في الهيكل البلوري للمعدن. وإذا تواجدت كميات عالية من المنجنيز  تصبح البلورات  ذات لون وردي. يمكن أن يحل الرصاص والزنك، والكوبالت محل المغنيسيوم في الهيكل البلوري للمعدن.
تعتبر المناطق التي يتواجد بها معدن الدولوميت ذات أهمية حيث من الممكن أن تتواجد  المياه الجوفية، كما يساهم في الدولوميت في تكوين بعض التضاريس؛ وذلك بسبب ذوبانية المعدن بالأمطار الحمضية.

## تشكيل وتكوين المعدن

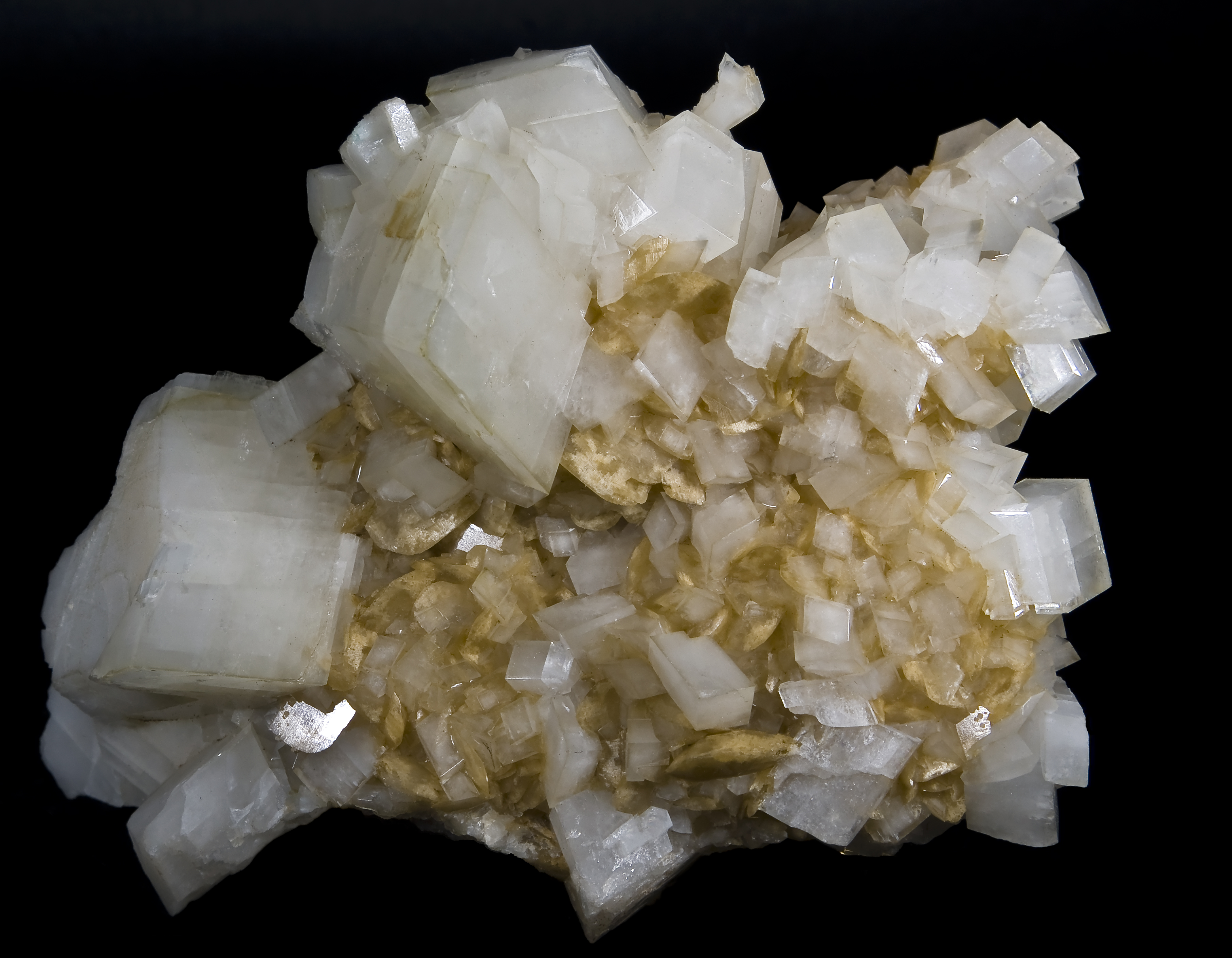
دولوميت-مغنسيت

وُجد أن معدن الدولوميت يتكون في شكلة الحديث، تحت  ظروف خاصة لاهوائية (كنقص الأكسجين) في البحيرات المالحة مفرطة التشبع، على طول ساحل ريو دي جانيرو في البرازيل، وبالتحديد في بلدية لاغوا فيرميلا وبريجو دي اسفينو. غالبا ما يُعتقد أن الدولوميت سوف يتطور فقط  بالاختزال الحيوي للكبريتات بواسطة البكتيريا (مثل:Desulfovibrio brasiliensis). ومع ذلك، قد يتكون الدولوميت منخفض الحرارة في البيئات الطبيعية الغنية بالمواد العضوية وأسطح الخلايا الميكروبية. وهذا يحدث نتيجة لتراكم المغنيسيوم بواسطة مجموعات الكربوكسيل المرتبطة بالمواد العضوية. توجد العديد من رواسب الدولوميت في السجل الجيولوجي. لكن وجود المعدن نادر نسبياً في البيئات الحديثة. تم نشر للأول مرة في 1999، عن وجود تكوينات غير عضوية من الدولوميت والمغنسيت. وأظهرت تلك التجارب المعملية كيف سوف يزداد  معدل الترسيب تدريجياً للطلائع غير المستقلة (مركب طليعي) تدريجياً مثل (كالسيت الماغنسيوم) الي مركبات مستقلة (مثل الدولوميت والمغنسيت)، وذلك خلال فترات الذوبان وإعادة الترسيب الدورية. تمت صياغة البدء العام الذي يحكم مسار هذا التفاعل الجيوكيميائي الطردي بواسطة قاعدة أوستفالد.
هناك بعض الأدلة التي تشير إلي أن الدولوميت قد يتكون حيوياً، أحد الأمثلة علي ذلك هو تكوين الدولوميت في المثانة البولية للكلب الدلماسي، من الممكن أن يكون ناتج عن مرض أو خلل وظيفي.

## إستخدامات

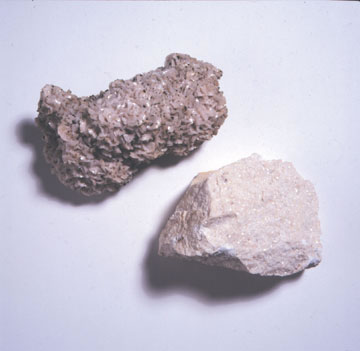
دولوميت

للدولوميت العديد من الاستخدامات، حيث يستخدم الدولوميت كحجر للزينة، وركام خرساني، وكمصدر خام لأستخراج اكسيد المغنيسيوم، وكذلك في عملية بيدجون لإنتاج المغنيسيوم. كما يعتبر صخر ذو قيمة اقتصادية لتخزينه للبترول، كما يعمل كصخر مضيف الرواسب الخام لأنواع وادي المسيسيبي، والتي تحتوي علي طبقات كبيرة من المعادن الأساسية مثل الرصاص والزنك والنحاس.
يتم استخدام الدولوميت  أحيانا  لصهر الحديد والصلب، وذلك عند ارتفاع ثمن الحجر الجيري أو الكالسيت. كما تستخدم كميات كبيرة من الدولوميت المعالج في صناعة الزجاج المصقول.
يستخدم الدولوميت أيضاً كركيزة في أحواض الأسماك البحرية (القادمة من الماء المالح)؛ وذلك للمساعدة في منع التغيرات الطفيفة في درجة حموضة الماء أو pH الماء.
كما يستخدم الدولوميت المكلس كعامل حفاز لتدمير القطران في درجات الحرارة العالية. ويفضل باحثو فيزياء الجسيمات استخدام طبقات من الدولوميت في بناء مكشاف جسيمات، وذلك بوضع طبقة من الدولوميت أسفل طبقات الكاشف لتمكينه من اكتشاف أكبر عدد ممكن من الأجهزة الغريبة. وذلك لاحتواء الدولوميت على كميات قليلة نسبيا من المواد المشعة؛ يمكن استخدامه لعزل بعض تداخلات الأشعة الكونية، دون زيادة مستوى الإشعاع في الخلفية.
بالإضافة إلى كونه معدناً صناعياً، يحظى الدولوميت بتقدير كبير لمجمعي التحف والمتاحف عندما يشكل الدولوميت بلورات كبيرة وشفافة.

## اقرأ أيضا
- بصريات المعادن
- مجهر بتروغرافي
- حجر رملي
- صخور نارية
- أحفورة
- دراسة الطبقات الصخرية